# Техничка школа „Дрво арт”
Техничка школа „Дрво арт” је средња школа основана у септембру 1956. године. Налази се на општини Стари град, у улици Цара Душана 23.

## Историјат
Школа је основана и почела са радом у септембру 1956. године под називом „Дрвноиндустријска школа”. Основана је у циљу да оспособи квалификоване индустријске раднике — столаре. Школа је тада била смештена у Дунавској улици 34.
Током 1961. године на иницијативу привредника из области дрвне индустрије прераста у техничку школу, у којој почињу да се школују и кадрови четвртог степена, а мења и назив у Дрвнопрерађивачка школа „Момчило Поповић Озрен“. У то време била је јединствена у Србији све до школске 1965/1966. године када је на основу одлуке Заједнице школа и школских центара шумарске и дрвопрерађивачке струке СФР Југославије, на територији целе земље започело школовање по уједначеним програмима.
Године 1969. школа се сели у двоспратну зграду подигнуту 1893. године, са фасадом у стилу неоренесансе, која је тада припадала основној школи „Јанко Веселиновић” на Дорћолу. Године 1974. школа је добила Републичку награду „25 мај” за најбољу стручну школу у Србији.
Током школске 1983/1984. године по одлуци Скупштине града Београда у школи почиње образовање кадрова за потребе шумарске привреде из области озелењавања, цвећарства и пејзажне архитектуре. Ову делатност преузима од РУ „Ђуро Салај“. Исте године почиње да се организује образовање за V степен стручне спреме. Стаклара у школском дворишту саграђена је 1987. године, како би се олакшало обављање практичне наставе за ученике шумарске струке.
Школске 1987/1988. године долази до реформе школе, а поново је промењено њено име у Школа за дрвопрерађивачку струку и пејзажну архитектуру „Момчило Поповић Озрен“. Током школске 1993/1994. године школа добија име Техничка школа за обраду дрвета, унутрашњу декорацију и пејзажну архитектуру, а након тога и име Техничка школа „Дрво арт”.

## Галерија
- Техничка школа „Дрво арт”
- Спортски терени
- Улаз у школу